# Consciência histórica
Consciência histórica é uma expressão utilizada para designar o modo como os seres humanos refletem, interpretam e lidam socialmente com suas experiências concretas de vida ao longo do tempo, em sociedade. Essa consciência envolve a percepção da própria historicidade humana, bem como a memória individual ou coletiva, que serve como referência para a sua formação. Trata-se de uma condição primordial que permite ao ser humano instituir sua identidade, orientar suas ações no tempo e situar-se em relação à história, ao passado, ao presente e aos futuros possíveis.
Contudo, trata-se de um conceito polissêmico e faz parte de um amplo debate existente nos campos da Teoria da História e Filosofia da História. Em diferentes países, inúmeras pesquisas se utilizam do conceito de consciência histórica para investigar o modo como os seres humanos interpretam e lidam com o passado, e como ocorrem os processos de ensino e de aprendizagem da História em contextos escolares e não escolares.

## Conceitos de consciência histórica
Nas palavras de Raymond Aron: "A consciência do passado é constitutiva da existência histórica. O homem tem realmente um passado a que ele tem consciência, pois só esta consciência introduz a possibilidade do diálogo e da escolha. Caso contrário, os indivíduos e as sociedades trariam consigo um passado que eles ignoram, que eles se submetem passivamente. Então eles não teriam consciência do que eles são e do que foram, eles não compreenderiam a dimensão da própria história".
Hans-Georg Gadamer acredita que somente nossa visão atual sobre a história pode ser tomada como consciência histórica, não existindo, portanto, estágios anteriores ou mesmo outras consciências. A consciência histórica, para Gadamer, pode ser definida como o "privilégio do homem moderno ter plena consciência da historicidade de todo o presente e da relatividade de toda opinião".
Outra linha de pensamento compreende a consciência histórica como um fenômeno essencialmente humano. Para Jörn Rüsen e Agnes Heller, a consciência histórica não é exclusiva a certos grupos sociais ou indivíduos aptos ao desenvolvimento intelectual histórico. A consciência histórica é uma das condições primordiais do pensamento histórico que nasce a partir das experiências dos seres humanos na vida cotidiana prática.
Para o historiador alemão Jörn Rüsen, a consciência histórica é um fenômeno do mundo vital e pode ser entendida especificamente como: “(...) a suma das operações mentais com as quais os homens interpretam sua experiência da evolução temporal de seu mundo e de si mesmos, de forma tal que possam orientar, intencionalmente, sua vida prática no tempo”. O ser humano deve agir intencionalmente no mundo para viver não o tomando como naturalizado, mas sim como construído historicamente. A consciência histórica é uma operação mental de atribuição de sentido ao tempo, principalmente através da chamada competência narrativa com a experiência, interpretação, orientação e motivação. A experiência refere-se a capacidade do sujeito de olhar para o passado, para eventos históricos e diferenciá-los, de forma significativa, em relação ao presente. A interpretação refere-se a capacidade do sujeito de analisar as experiências do passado e perceber que a história é um fluxo contínuo temporal que articula passado, presente e futuro. A orientação representa a capacidade dos sujeitos em articularem o conteúdo das experiências passadas em função da orientação de suas ações no tempo, em sociedade, e na constituição de suas próprias identidades, pessoais e coletiva. A motivação está relacionada a força motivadora em torno de mudanças, um fator de desenvolvimento do pensamento histórico que pode ser utilizado para combater os abusos da história na sociedade. Esses quadro fatores da competência narrativa constituem o movimento da consciência histórica. Não há como pensar a experiência histórica sem significado, tampouco orientação histórica sem experiência ou motivação. Todos se relacionam ao mesmo tempo, o que demonstra a complexidade da consciência histórica.
A filósofa húngara Agnes Heller compreende que a consciência histórica é inerente a experiência humana e a sua própria historicidade. A historicidade, segundo a autora, é composta por três elementos: tempo, espaço e mortalidade. O tempo é a possibilidade do ser humano de narrar ou contar histórias acerca de outros povos ou grupos sociais do passado, mas também do presente, o "nosso tempo". O espaço é a possibilidade do ser humano em situar-se, no presente, em relação ao passado. A mortalidade é a capacidade do ser humano de entender-se enquanto um ser mortal, de perceber a realidade que o cerca e refletir sobre ela, mesmo que de maneira involuntária, de modo a perceber a noção do tempo e sua passagem. Tendo em vista a historicidade intrínseca de todo o ser humano, é possível pensar na formação da consciência histórica que é a resposta às perguntas: “de onde viemos, o que somos e para onde vamos? Ainda para Heller, a consciência histórica se dá em diferentes estágios. Num primeiro estágio, aquele onde a humanidade transcende o mundo, os instintos são naturalmente substituídos por normas e estas são relativizadas com a de outros grupos. Esse é o momento em que se forma uma primeira consciência histórica. Num segundo momento, têm-se a percepção de que a humanidade não evolui (necessariamente) para o progresso, o que dá forma a um novo estágio desta consciência. Por fim, a consciência de que a racionalidade e a ciência não conseguem dar conta da evolução humana, e de que o futuro é missão de cada um e de todos, acaba por culminar na atual configuração da consciência histórica.
Na mesma direção o historiador Andreas Körber pontua que a consciência histórica é uma competência, isto é, “uma competência para o pensar historicamente”. O pensamento histórico afeta diversas disposições, como normas, valores, identidades e ideias sobre a natureza e o propósito da história. Essas disposições, articuladas entre si, sustentam a orientação temporal e a identificação dos sujeitos em sociedade. A consciência histórica é o complexo dessas disposições abstratas impregnadas pelo pensamento histórico. "Essa abordagem sugere o desenvolvimento que parte de um estado de tábula rasa mental para um estado de plena consciência histórica. Esse progresso passa de um estado inicial de ignorância e indiferença em relação ao passado, por um segundo estado de apropriação acrítica do passado, para um terceiro estado de compreensão baseada em conhecimento, culminando em um estágio final de plena plena consciência histórica, equivalente a uma compreensão crítica da própria historicidade."
Marc Ferro chama atenção para a possibilidade de coexistirem, num mesmo grupo social, múltiplos focos de consciência histórica. Um exemplo disso pode ser verificado na dualidade entre as instituições (a história oficial) e os setores de oposição (contra-história), além de outros focos esparsos.
De acordo com Antonio Gramsci, aquilo que as pessoas pensam é fruto de uma sedimentação da história, onde valores, ideias e imagens de períodos anteriores não desaparecem com a desestruturação de seus períodos, pelo contrário, tais fragmentos permanecem, com intensidade variável, sobre a forma dos indivíduos se definirem e compreenderem o mundo.
O historiador Luis Fernando Cerri, em sua compreensão acerca de consciência histórica, afasta-se de Gadamer por considerar que este não leva em consideração a heterogeneidade cultural presente, sendo que, somente aqueles que obtiveram uma educação formal, laica e humanista, bem como acesso a informações mundializadas, teriam condições para desenvolver uma “consciência histórica”. Cerri aproxima-se da ideia subentendida em Heller, de que existem diversas formas de conceber o grupo em relação ao tempo, bem como a ideia que, em Marc Ferro, diferentes consciências coexistem numa mesma sociedade. Por fim, ele recorre à Gramsci, no sentido de que aquilo que forma a consciência histórica, provem tanto das representações da classe dominante atual, como da permanência de outras representações, que tiveram maior importância em outros momentos históricos.

## Conhecimento e consciência histórica
Tema evanescente, impreciso e incompreendido tanto na fisiologia humana como na psicologia coletiva, o termo “consciência”, devido ao seu aspecto metafísico, está condenado a permanecer como uma entidade abstrata. De outro lado, o conhecimento do passado é uma operação intelectual e espiritual erigida sobre a erudição e os novos métodos científicos. Na tentativa de estabelecer uma ponte entre a consciência e o conhecimento histórico, a adoção dos métodos da psicologia coletiva apareceu como um recurso, permitindo definir tanto a consciência como o objeto, relacionando-os com a representação social, como explica Pierre Mannoni:
"Em geral, as representações mentais aparecem como 'entidades' de 'natureza cognitiva' refletindo, no sistema mental de um indivíduo, uma fração do universo da produção de uma imagem que o tema elabora utilizando suas faculdades cognitivas, elas mesmas dependentes de substrato neurológico. Todo tema dispõe de um conjunto de representações constitutivas de sua informação e de sua memória semântica: estes são os tipos de representação. No entanto, como é  impensável tratar o humano como um ser desintegrado de todo o meio, e compreendido como "espírito puro", é necessário considerar a produção de representações mentais no intercâmbio que cada indivíduo tem com seu meio ambiente, bem como quais são as características do meio, através das experiências, envolvem a produção de uma representação mental particular".
Alguns desses aspectos pertinentes à psicologia coletiva, que são o imaginário, a memória semântica e a inserção do grupo no meio, podem ser verificados a seguir:
1. O imaginário: as imagens, representações das visões de um indivíduo ou grupo que exprimem o modo de conceber sua relação com o mundo. É o que dá lógica ao seu papel histórico. É a Historicidade, o papel individual no coletivo.
2. A memória semântica: o sentido de todo o conjunto de imagens, que se sobrepõe à lógica histórica. O significado da história, o sentido para a coletividade. Emerge o conceito de um corps de l'histoire. Inicialmente, tem-se a compreensão deste corpo, geralmente relacionado às limitações territoriais: a nação (figura maternal). Tal entendimento do corpo exige a necessidade de uma “cabeça”, que se dá com o Estado (figura paternal), autoridade que ordena a disciplina das populações. O grupo humano identifica-se com o Filho, que explora o corpo da Mãe e em conformidade com as exigências do Pai.
3. A inserção do grupo no meio e seus valores morais. François Grégoire fala da existência de uma “fundamental e permanente ambiguidade” no pensamento moral que se deu através dos séculos[13]. Toda a doutrina ética, de qualquer época, tem uma dupla aparência, uma oposição entre uma restrição externa que “obriga”, mais ou menos, o indivíduo; e uma aspiração interna, que conduz o indivíduo a um ideal. Os grupos humanos tendem a elevar este conflito para os diversos campos da sociedade: econômico, político, cultura e intelectual. Desta oposição nasce a moralização da história.